# Линейные корабли типа «Кии»
«Кии» — нереализованный тип линейных кораблей японского императорского флота. Всего планировалось к постройке 4 единицы — «Кии» (Kii) и «Овари» (Owari), № 11 и № 12.

## История создания

### Разработка

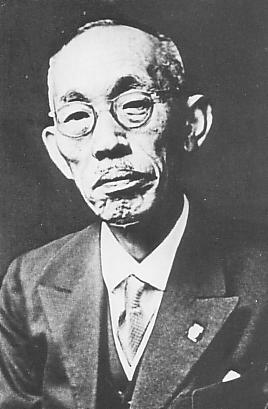
Юзуру Хирэга

К 1918 году военно-морской флот Японии получил одобрение на реализацию программы «восемь на шесть». За восемь лет предполагалось построить флот из восьми линкоров и шести линейных крейсеров. Однако, заказ на строительство четырёх больших линкоров класса «Нагато» и «Тоса» и четырёх линейных крейсеров класса «Конго» привел к тому, что Япония, тратившая приблизительно одну треть своего государственного бюджета на военно-морской флот, оказалась в тяжёлом финансовом положении.
Несмотря на это в 1920 году был принят план по усилению флота — «восемь на восемь». Решение было принято после заявления американского президента Вудро Вильсона в 1919 году о планах возобновления программы 1916 года. По этой программе американцы планировали дополнительно построить десять линкоров и шесть линейных крейсеров. Япония в ответ планировала строительство восьми быстроходных линкоров типа «Кий» и типа «Амаги».
Проект линкоров типа «Кии», разработанный капитаном Юзуру Хирэгой, базировался в основном на проекте линейных крейсеров типа «Амаги». Единственным существенным различием между типами «Кий» и «Амаги» была их скорость и броня. Скорость у Амаги составляла 30 узлов (56 км/ч), что было больше чем у линкоров типа «Кий», которые, в свою очередь, имели более толстый броневой пояс. «Кии» классифицировался как «быстроходный линкор», поскольку японцы решили отказаться от деления на «линкоры» и «линейные крейсера».

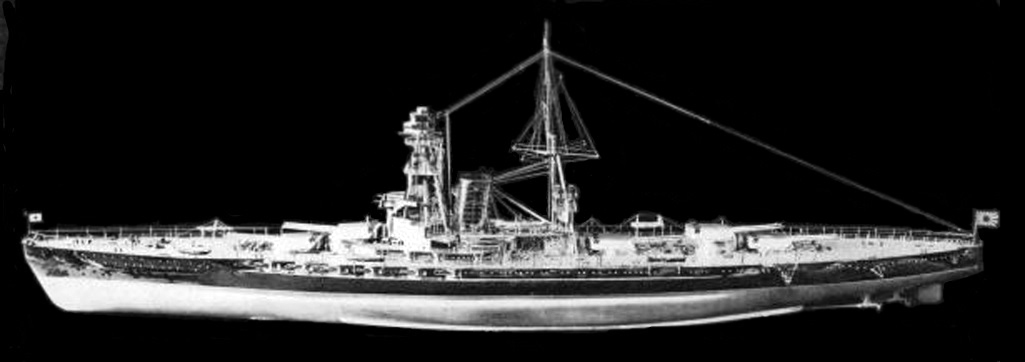
Модель линкора типа «Тоса», ставших прототипом для типа «Амаги»

### Конструкция
Длина между перпендикулярами кораблей типа «Кии» составляла 234,9 метров, а наибольшая 250,1 метров. Ширина линкоров составляла 30,8 метров, проектная осадка 9,7 метров. Нормальное водоизмещение линкоров составляло 42 600 тонн (41 900 длинных тонн). Линкоры типа «Кии» должны были оборудоваться четырьмя паровыми турбинами ТЗА фирмы «Гихон», каждая из которых приводила в движении вал гребного винта. Турбины развивали в общей сложности мощность 131 200 л. с. (97 800 кВт), используя пар от 19-ти водотрубных котлов с нефтяным отоплением «Кампон Ро-Го». Максимальная расчётная скорость линкоров составляла 29,75 узлов.

### Вооружение

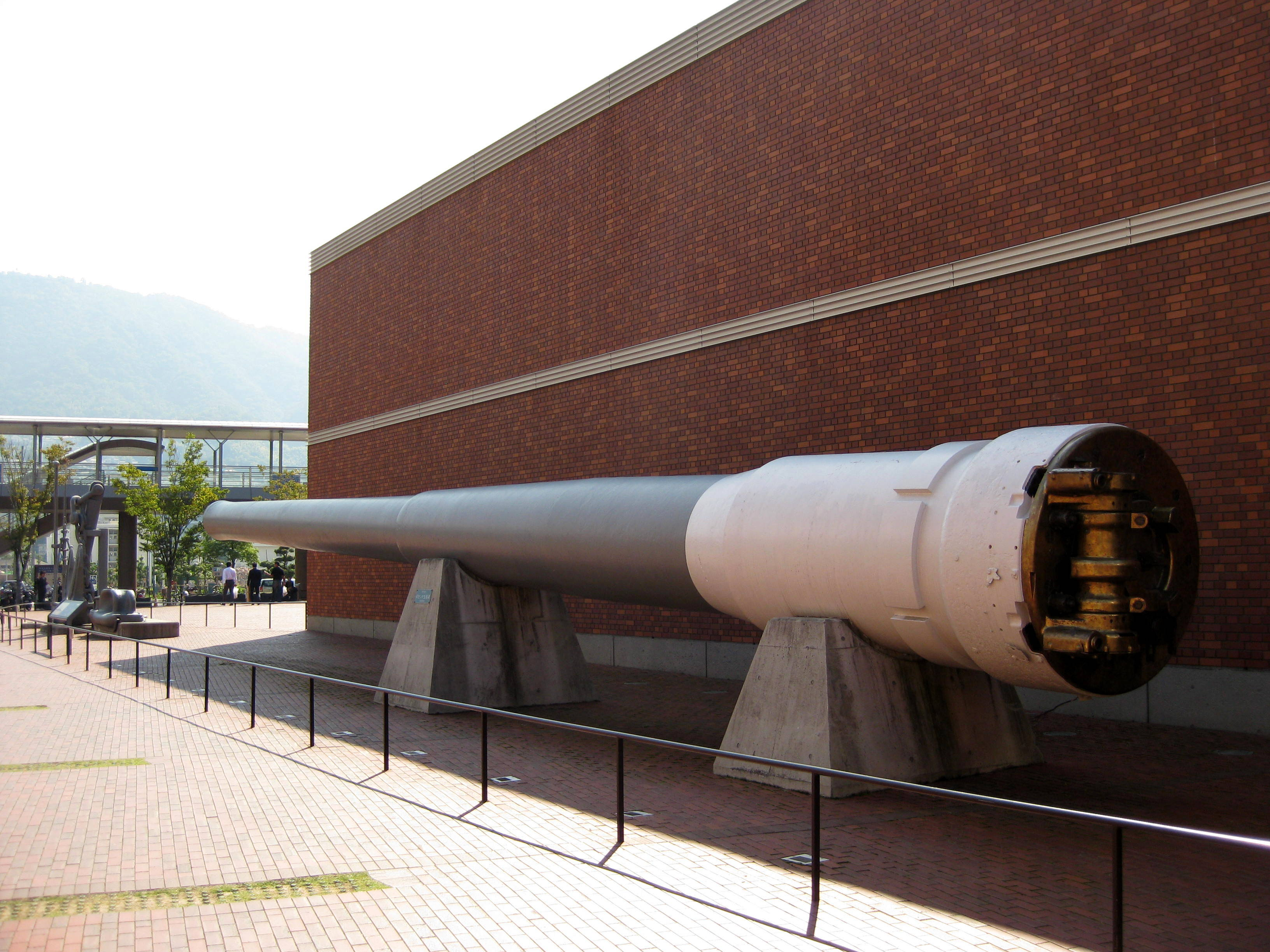
410 мм орудие экспонирующееся в Музее Ямато в Куре, Япония

Основное вооружение линейных кораблей типа «Кии» было представлено десятью 410 мм орудиями в пяти двух орудийных башнях ГК. Две располагались в передней и три в кормовой части. Эти орудия были способны запускать 1000-килограммовые снаряды с начальной скоростью 790 метров в секунду. Вспомогательная батарея, состоявшая из шестнадцати 140 мм/50 орудий, располагалась в казематах надстройки.
Зенитное вооружение линкоров состояло из четырёх 120-мм/45 зенитных орудий, установленных вокруг единственной трубы. Наибольшее возвышение 120 мм пушек составляло +75 °, скорострельность 10-12 выстрелов в минуту. Они стреляли 20,6-килограммовым снарядом со скоростью 825—830 м/с, на высоту до 10 000 метров. Линкоры типа Кии оснащались восемью 610 мм надводными торпедными аппаратами, по четыре на борт.

### Броневая защита
Корабли типа «Кии» были защищены броневым поясом толщиной 293 миллиметра, имевшим 15° наклон наружу, что увеличивало его снарядостойкость на близком расстоянии. Броневой пояс был разработан, чтобы выдерживать попадания 410-миллиметровых снарядов с расстояния 12 000 — 20 000 метров. Башни главного калибра и барбеты имели броню толщину 280—229 миллиметров, а боевая рубка была защищена 356 миллиметровой броней. Броня палубы составляла 120 миллиметров. У линкоров типа «Кии» была 75 миллиметровая противоминная переборка, которая соединялась с 38 мм противоосколочной палубой, расположенной под главной палубой.

### Строительство

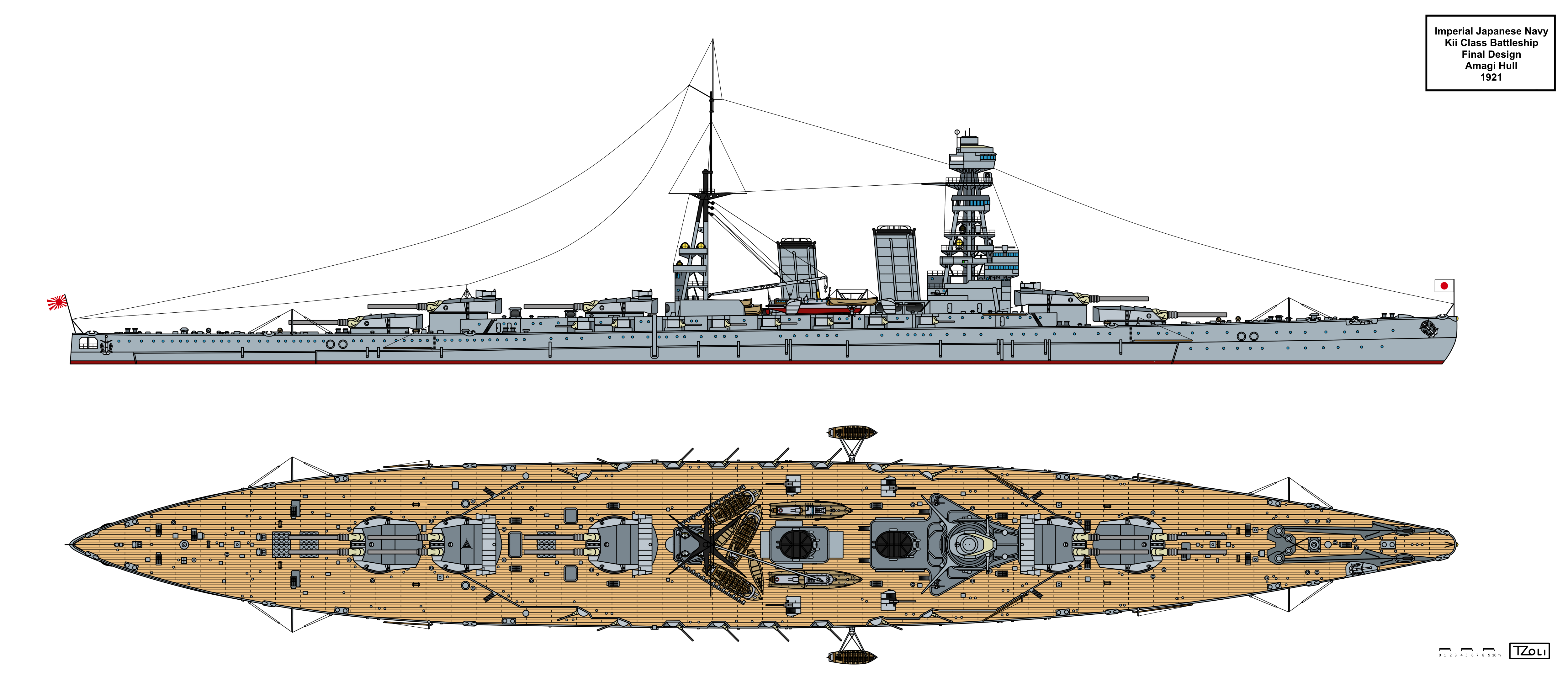
Проект линкора типа «Кии»

12 октября 1921 года было заказано два корабля типа «Кии», ещё два были заказаны позже в том году. Заказ на строительство головного корабля был выдан Военно-морской верфи в Куре, окончание строительства планировалась на ноябрь 1923 года. Второй корабль — «Овари» был заказан на Военно-морской верфи в Йокосуке, с окончанием строительства в сентябре. Ещё два неназванных судна, с номерами 11 и 12, были заказаны фирмам «Кавасаки» в Кобэ и «Мицубиси» в Нагасаки. 5 февраля 1922 года закладка киля линкоров была отменена, потому что по условиям подписанного Японией в 1922 году Вашингтонского военно-морского соглашения, запрещалось строительство всех линкоров водоизмещением более 35 000 длинных тонн (36 000 т).
Формально постройка линкоров № 11 и № 12 была отменена 19 ноября 1923 года, а 14 апреля 1924 — «Кии» и «Овари».

## Представители класса
| Название | Заказан         | Место постройки                     | Закладка        | Спуск на воду | Вступление в строй | Судьба                                                                                             |
| -------- | --------------- | ----------------------------------- | --------------- | ------------- | ------------------ | -------------------------------------------------------------------------------------------------- |
| «Кии»    | 12 октября 1921 | Военно-морская верфь в Куре         | не закладывался |               | не вводился        | Строительство отменено 14 апреля 1924 из-за подписания «Вашингтонского Военно-морского Соглашения» |
| «Овари»  | 12 октября 1921 | Военно-морская верфь в Йокосука     | не закладывался |               | не вводился        | Строительство отменено 14 апреля 1924 из-за подписания «Вашингтонского Военно-морского Соглашения» |
| « № 11»  | декабрь 1921    | Верфь фирмы «Кавасаки» в Кобэ       | не закладывался |               | не вводился        | Строительство отменено 19 ноября 1923 года                                                         |
| « № 12»  | декабрь 1921    | Верфь фирмы «Мицубиси» в Нагасаки . | не закладывался |               | не вводился        | Строительство отменено 19 ноября 1923 года                                                         |